# Saison 1960-1961 des Black Hawks de Chicago
Autres saisons
La saison 1960-1961 est la 35e saison de hockey sur glace jouée par les Black Hawks de Chicago dans la Ligue nationale de hockey.

## Saison régulière

### Contexte de la saison
Cette saison marque une continuité de la saison précédente : parmi les 23 joueurs qui ont pris part à cette dernière, 18 débutent avec les Black Hawks. Les cinq joueurs qui ne font pas partie de l'alignement de début de saison sont : Ted Lindsay — qui a pris sa retraite, Glen Skov — qui a été échangé aux Canadiens de Montréal en compagnie de joueurs de ligue mineure contre, notamment, Ab McDonald et Reggie Flemming, Phil Maloney, Norm Johnson et Doug Barkley sont quant à eux cédés aux ligues mineures,.
L'équipe, emmenée par la Million Dollar line, composée de Bobby Hull, Murray Balfour et Bill Hay, commence la saison en remportant six de ses neuf premiers matchs et ne perdant qu'une fois. La suite est moins bonne et, entre le 29 octobre et le 24 décembre, ils ne remportent que cinq matchs pour treize défaites et six matchs nuls ce qui les fait descendre à la quatrième place de la ligue, dernière place qualificative pour les séries. Ils se reprennent cependant le soir de Noël et remportent sept matchs consécutifs pour reprendre la troisième place en janvier. C'est à cette place qu'ils terminent la saison régulière avec 75 points, loin derrière les 92 points de Montréal et les 90 points de Toronto ; pour la première fois depuis 15 ans, ils finissent avec un bilan positif et totalisent plus de victoires que de défaites.
Au niveau individuel, la Million Dollar line monopolise les premières places des pointeurs de l'équipe avec 163 points : Hay est le meilleur pointeur de l'équipe avec 59 points, Hull termine deuxième avec 56 points et la première place des buteurs avec 31 buts marqués et enfin Balfour, avec 48 points marqués termine au quatrième rang, juste derrière Stan Mikita.

### Classement
Nota: V = Victoire, D = Défaite, N = Nul, BP= Buts pour, BC= Buts contre, Pts = Points, Pun =Minutes de pénalités

|                        | V  | D  | N  | Pts | BP  | BC  | Pun   |
| ---------------------- | -- | -- | -- | --- | --- | --- | ----- |
| Canadiens de Montréal  | 41 | 19 | 10 | 92  | 254 | 188 | 811   |
| Maple Leafs de Toronto | 39 | 19 | 12 | 90  | 234 | 176 | 844   |
| Black Hawks de Chicago | 29 | 24 | 17 | 75  | 198 | 180 | 1 072 |
| Red Wings de Détroit   | 25 | 29 | 16 | 66  | 195 | 215 | 655   |
| Rangers de New York    | 22 | 38 | 10 | 54  | 204 | 248 | 591   |
| Bruins de Boston       | 15 | 42 | 13 | 43  | 176 | 254 | 810   |

### Match après match
Ce tableau reprend les résultats de l'équipe au cours de la saison, les buts marqués par les Black Hawks étant inscrits en premier.
| Date    |  | Adversaire               | Score | Fiche    |
| ------- |  | ------------------------ | ----- | -------- |
| 5-oct   |  | Red Wings de Détroit     | 1-1   | 0-0-1    |
| 6-oct   |  | @ Red Wings de Détroit   | 4-2   | 1-0-1    |
| 9-oct   |  | Rangers de New York      | 3-2   | 2-0-1    |
| 12-oct  |  | Maple Leafs de Toronto   | 3-0   | 3-0-1    |
| 16-oct  |  | Bruins de Boston         | 5-2   | 4-0-1    |
| 19-oct  |  | @ Rangers de New York    | 0-2   | 4-1-1    |
| 22-oct  |  | @ Canadiens de Montréal  | 4-2   | 5-1-1    |
| 23-oct  |  | @ Bruins de Boston       | 2-2   | 5-1-2    |
| 25-oct  |  | Canadiens de Montréal    | 8-4   | 6-1-2    |
| 29-oct  |  | @ Maple Leafs de Toronto | 4-8   | 6-2-2    |
| 30-oct  |  | @ Red Wings de Détroit   | 1-2   | 6-3-2    |
| 2-nov   |  | Rangers de New York      | 4-4   | 6-3-3    |
| 5-nov   |  | @ Canadiens de Montréal  | 4-4   | 6-3-4    |
| 6-nov   |  | @ Bruins de Boston       | 0-4   | 6-4-4    |
| 9-nov   |  | Maple Leafs de Toronto   | 2-0   | 7-4-4    |
| 12-nov  |  | @ Maple Leafs de Toronto | 1-7   | 7-5-4    |
| 13-nov  |  | Red Wings de Détroit     | 7-1   | 8-5-4    |
| 15-nov  |  | @ Red Wings de Détroit   | 2-3   | 8-6-4    |
| 17-nov  |  | Bruins de Boston         | 4-2   | 9-6-4    |
| 20-nov  |  | Canadiens de Montréal    | 1-1   | 9-6-5    |
| 24-nov  |  | Maple Leafs de Toronto   | 2-1   | 10-6-5   |
| 26-nov  |  | @ Canadiens de Montréal  | 2-4   | 10-7-5   |
| 27-nov  |  | @ Rangers de New York    | 3-3   | 10-7-6   |
| 30-nov  |  | Bruins de Boston         | 2-2   | 10-7-7   |
| 4-déc   |  | Canadiens de Montréal    | 5-7   | 10-8-7   |
| 8-déc   |  | @ Bruins de Boston       | 1-5   | 10-9-7   |
| 10-déc  |  | @ Maple Leafs de Toronto | 2-5   | 10-10-7  |
| 11-déc  |  | Maple Leafs de Toronto   | 1-6   | 10-11-7  |
| 14-déc  |  | Rangers de New York      | 4-0   | 11-11-7  |
| 18-déc  |  | Red Wings de Détroit     | 2-3   | 11-12-7  |
| 21-déc  |  | @ Rangers de New York    | 2-2   | 11-12-8  |
| 22-déc  |  | @ Bruins de Boston       | 2-4   | 11-13-8  |
| 24-déc  |  | @ Canadiens de Montréal  | 1-3   | 11-14-8  |
| 25-déc  |  | @ Red Wings de Détroit   | 3-0   | 12-14-8  |
| 28-déc  |  | Bruins de Boston         | 4-3   | 13-14-8  |
| 31-déc  |  | @ Red Wings de Détroit   | 3-0   | 14-14-8  |
| 1-janv  |  | Red Wings de Détroit     | 3-0   | 15-14-8  |
| 4-janv  |  | @ Rangers de New York    | 3-2   | 16-14-8  |
| 5-janv  |  | @ Bruins de Boston       | 4-3   | 17-14-8  |
| 8-janv  |  | Maple Leafs de Toronto   | 5-1   | 18-14-8  |
| 11-janv |  | Red Wings de Détroit     | 2-2   | 18-14-9  |
| 14-janv |  | @ Maple Leafs de Toronto | 1-4   | 18-15-9  |
| 15-janv |  | Rangers de New York      | 1-3   | 18-16-9  |
| 18-janv |  | Canadiens de Montréal    | 0-4   | 18-17-9  |
| 21-janv |  | Rangers de New York      | 5-3   | 19-17-9  |
| 22-janv |  | Bruins de Boston         | 8-3   | 20-17-9  |
| 26-janv |  | @ Red Wings de Détroit   | 2-2   | 20-17-10 |
| 28-janv |  | @ Maple Leafs de Toronto | 1-2   | 20-18-10 |
| 29-janv |  | Canadiens de Montréal    | 1-1   | 20-18-11 |
| 1-févr  |  | @ Rangers de New York    | 1-3   | 20-19-11 |
| 2-févr  |  | @ Bruins de Boston       | 2-2   | 20-19-12 |
| 4-févr  |  | @ Canadiens de Montréal  | 4-1   | 21-19-12 |
| 5-févr  |  | Maple Leafs de Toronto   | 1-1   | 21-19-13 |
| 8-févr  |  | Red Wings de Détroit     | 5-2   | 22-19-13 |
| 12-févr |  | Canadiens de Montréal    | 3-1   | 23-19-13 |
| 15-févr |  | Rangers de New York      | 5-2   | 24-19-13 |
| 18-févr |  | @ Maple Leafs de Toronto | 2-5   | 24-20-13 |
| 19-févr |  | Bruins de Boston         | 2-2   | 24-20-14 |
| 22-févr |  | @ Rangers de New York    | 2-4   | 24-21-14 |
| 25-févr |  | @ Canadiens de Montréal  | 1-1   | 24-21-15 |
| 26-févr |  | Bruins de Boston         | 7-2   | 25-21-15 |
| 28-févr |  | @ Red Wings de Détroit   | 1-3   | 25-22-15 |
| 2-mars  |  | Rangers de New York      | 7-1   | 26-22-15 |
| 5-mars  |  | Maple Leafs de Toronto   | 3-1   | 27-22-15 |
| 8-mars  |  | @ Rangers de New York    | 4-3   | 28-22-15 |
| 11-mars |  | @ Maple Leafs de Toronto | 2-2   | 28-22-16 |
| 12-mars |  | Canadiens de Montréal    | 2-6   | 28-23-16 |
| 15-mars |  | Red Wings de Détroit     | 2-2   | 28-23-17 |
| 18-mars |  | @ Canadiens de Montréal  | 4-1   | 29-23-17 |
| 19-mars |  | @ Bruins de Boston       | 3-4   | 29-24-17 |

### Classement des joueurs
Joueurs de champ
| Joueur                 | Poste | PJ | B  | A  | Pts | Pun | Commentaire               |
| ---------------------- | ----- | -- | -- | -- | --- | --- | ------------------------- |
| Hay, Bill              | C     | 69 | 11 | 48 | 59  | 45  |                           |
| Hull, Bobby            | AG    | 67 | 31 | 25 | 56  | 43  |                           |
| Mikita, Stan           | A     | 66 | 19 | 34 | 53  | 100 |                           |
| Balfour, Murray        | AD    | 70 | 21 | 27 | 48  | 123 |                           |
| Wharram, Ken           | C     | 64 | 16 | 29 | 45  | 12  |                           |
| Murphy, Ron            | AG    | 70 | 21 | 19 | 40  | 30  |                           |
| Nesterenko, Eric       | C     | 68 | 19 | 19 | 38  | 125 |                           |
| Pilote, Pierre         | D     | 70 | 6  | 29 | 35  | 165 |                           |
| Sloan, Tod             | C     | 67 | 11 | 23 | 34  | 48  |                           |
| McDonald, Ab           | AG    | 61 | 17 | 16 | 33  | 22  |                           |
| Litzenberger, Eddie    | AD    | 62 | 10 | 22 | 32  | 14  | C - capitaine de l'équipe |
| Vasko, Elmer           | D     | 63 | 4  | 18 | 22  | 40  |                           |
| Saint-Laurent, Dollard | D     | 67 | 2  | 17 | 19  | 58  |                           |
| Fleming, Reg           | D     | 66 | 4  | 4  | 8   | 145 |                           |
| Evans, Jack            | D     | 69 | 0  | 8  | 8   | 58  |                           |
| Balfour, Earl          | AG    | 68 | 3  | 3  | 6   | 4   |                           |
| Arbour, Al             | D     | 53 | 3  | 2  | 5   | 40  |                           |
| Hall, Glenn            | G     | 70 | 0  | 1  | 1   | 0   |                           |
| Hicks, Wayne           | AD    | 1  | 0  | 0  | 0   | 0   |                           |

Gardien de but
| Joueur      | PJ | V  | D  | N  | Min   | Bc  | Bl | Moy  | Commentaire |
| ----------- | -- | -- | -- | -- | ----- | --- | -- | ---- | ----------- |
| Hall, Glenn | 70 | 29 | 24 | 17 | 4 200 | 176 | 6  | 2,51 |             |

## Séries éliminatoires
En demi-finale des séries, les Black Hawks rencontrent pour la troisième saison consécutive les Canadiens de Montréal. Ces derniers, vainqueurs des cinq dernières coupes Stanley, viennent de remporter la saison régulière avec 17 points d'avance sur Chicago et ceci malgré la retraite de Maurice Richard. Le premier match est d'ailleurs une formalité pour les Canadiens qui gagnent 6-2 dans le Forum. Cependant, les Black Hawks remportent le deuxième match à Montréal 4-3 et reviennent à Chicago à égalité avec les Canadiens. Ils remportent ensuite le troisième match 2-1 lors de la troisième prolongation grâce à un but de Murray Balfour après plus de 50 minutes de jeu supplémentaire avant de subir la loi des Canadiens 5-2 pour le quatrième match. C'est finalement le gardien de Chicago qui décide de l'issue de la série en blanchissant Montréal à deux reprises lors des cinquième et sixième rencontres alors que son équipe marque trois buts chaque fois et se qualifie ainsi pour la finale.
Pour la finale, les Black Hawks sont confrontés aux Red Wings de Détroit. Au cours de la saison régulière, les deux équipes se sont rencontrées à quatorze reprises pour un avantage léger aux Black Hawks qui ont remporté six victoires contre quatre matchs nuls et quatre défaites. Les deux premiers matchs sont joués à Chicago et les équipes se partagent une victoire chacune 3-2 pour les joueurs locaux puis 3-1 pour Détroit. Chicago remporte le troisième match à Détroit 3-1 puis Détroit égalise par une victoire 2-1. Les Black Hawks accueillent à nouveau les Red Wings pour le cinquième match et remportent une victoire nette 6-3. Le sixième match se joue à Détroit et c'est l'équipe locale qui marque la première par Parker MacDonald après 15 minutes 24 dans la première période. Menés 1-0, les Black Hawks égalisent en début de deuxième période grâce à Reggie Fleming et prennent l'avantage à 1 minute de la fin de la période grâce à un but de Ab McDonald. La troisième période débute par un but pour les visiteurs par l'intermédiaire d'Eric Nesterenko après à peine une minute de jeu. Menant 3-1, Chicago gère la fin de match et marque deux nouveaux buts pour s'adjuger la troisième coupe Stanley de son histoire.
|  | Demi-finales           | Demi-finales         |   |  | Finale                 | Finale |  |
|  |                        |                      |   |  |                        |        |  |
|  | Canadiens de Montréal  | 2                    |   |  |                        |        |  |
|  | Black Hawks de Chicago | 4                    |   |  |                        |        |  |
|  |                        |                      |   |  | Black Hawks de Chicago | 4      |  |
|  |                        | Red Wings de Détroit | 2 |  |                        |        |  |
|  | Maple Leafs de Toronto | 1                    |   |  |                        |        |  |
|  | Red Wings de Détroit   | 4                    |   |  |                        |        |  |

### Classement des joueurs
Joueurs de champ
| Joueur                 | Poste | PJ | B | A  | Pts | Pun | Commentaire               |
| ---------------------- | ----- | -- | - | -- | --- | --- | ------------------------- |
| Pilote, Pierre         | D     | 12 | 3 | 12 | 15  | 8   |                           |
| Hull, Bobby            | AG    | 12 | 4 | 10 | 14  | 4   |                           |
| Mikita, Stan           | A     | 12 | 6 | 5  | 11  | 21  |                           |
| Balfour, Murray        | AD    | 11 | 5 | 5  | 10  | 14  |                           |
| Wharram, Ken           | C     | 12 | 3 | 5  | 8   | 12  |                           |
| Hay, Bill              | C     | 12 | 2 | 5  | 7   | 20  |                           |
| Nesterenko, Eric       | C     | 11 | 2 | 3  | 5   | 6   |                           |
| McDonald, Ab           | AG    | 8  | 2 | 2  | 4   | 0   |                           |
| Litzenberger, Ed       | AD    | 10 | 1 | 3  | 4   | 2   |                           |
| Murphy, Ron            | AG    | 12 | 2 | 1  | 3   | 0   |                           |
| Saint-Laurent, Dollard | D     | 11 | 1 | 2  | 3   | 12  |                           |
| Sloan, Tod             | C     | 12 | 1 | 1  | 2   | 8   |                           |
| Vasko, Elmer           | D     | 12 | 1 | 1  | 2   | 23  |                           |
| Evans, Jack            | D     | 12 | 1 | 1  | 2   | 14  |                           |
| Fleming, Reg           | D     | 12 | 1 | 0  | 1   | 12  |                           |
| Balfour, Earl          | AG    | 12 | 0 | 0  | 0   | 2   |                           |
| Arbour, Al             | D     | 7  | 0 | 0  | 0   | 2   |                           |
| Hall, Glenn            | G     | 12 | 0 | 0  | 0   | 0   |                           |
| Maki, Ron              | AD    | 1  | 0 | 0  | 0   | 0   | Premier match dans la LNH |
| Hillman, Wayne         | D     | 1  | 0 | 0  | 0   | 0   |                           |
| Hicks, Wayne           | AD    | 1  | 0 | 0  | 0   | 2   |                           |

Gardien de but
| Joueur      | PJ | V | D | Min | Bc | Bl | Moy  |
| ----------- | -- | - | - | --- | -- | -- | ---- |
| Hall, Glenn | 12 | 8 | 4 | 772 | 26 | 2  | 2,02 |